# Seznam polkov po zaporednih številkah (400. - 449.)
Seznam polkov po zaporednih številkah - polki od 400. do 449.

## 400. polk
Pehotni
- 400. pehotni polk (ZDA)
- 400. strelski polk (ZSSR)
- 400. pehotni polk (Wehrmacht)

Artilerijski
- 400. lahki artilerijski polk (ZSSR)

## 401. polk
Pehotni
- 401. strelski polk (ZSSR)
- 401. pehotni polk (Wehrmacht)
- 401. grenadirski polk (Wehrmacht)

Zračnoprevozni/Jadralni
- 401. jadralni pehotni polk (ZDA)

Artilerijski
- 401. lahki artilerijski polk (ZSSR)
- 401. artilerijski polk (Wehrmacht)

Inženirski/Pionirski
- 401. pionirski trenažni polk (Wehrmacht)

## 402. polk
Pehotni
- 402. strelski polk (ZSSR)
- 402. pehotni polk (Wehrmacht)

Artilerijski
- 402. havbični artilerijski polk (ZSSR)
- 402. artilerijski polk (Wehrmacht)

Inženirski/Pionirski
- 402. pionirski trenažni polk (Wehrmacht)

## 403. polk
Pehotni
- 403. strelski polk (ZSSR)
- 403. pehotni polk (Wehrmacht)

Artilerijski
- 403. havbični artilerijski polk (ZSSR)
- 403. artilerijski polk (Wehrmacht)

Inženirski/Pionirski
- 403. pionirski trenažni polk (Wehrmacht)

## 404. polk
Pehotni
- 404. strelski polk (ZSSR)
- 404. pehotni polk (Wehrmacht)
- 404. grenadirski polk (Wehrmacht)

Artilerijski
- 404. havbični artilerijski polk (ZSSR)
- 404. artilerijski polk (Wehrmacht)

Inženirski/Pionirski
- 404. pionirski trenažni polk (Wehrmacht)

## 405. polk
Pehotni
- 405. strelski polk (ZSSR)
- 405. pehotni polk (Wehrmacht)
- 405. grenadirski polk (Wehrmacht)

Artilerijski
- 405. lahki artilerijski polk (ZSSR)

Inženirski/Pionirski
- 405. pionirski trenažni polk (Wehrmacht)

## 406. polk
Pehotni
- 406. strelski polk (ZSSR)
- 406. pehotni polk (Wehrmacht)
- 406. grenadirski polk (Wehrmacht)

Artilerijski
- 406. lahki artilerijski polk (ZSSR)

## 407. polk
Pehotni
- 407. strelski polk (ZSSR)
- 407. pehotni polk (Wehrmacht)
- 407. grenadirski polk (Wehrmacht)

Artilerijski
- 407. artilerijski polk (ZSSR)

## 408. polk
Pehotni
- 408. strelski polk (ZSSR)
- 408. pehotni polk (Wehrmacht)
- 408. grenadirski polk (Wehrmacht)

Artilerijski
- 408. artilerijski polk (ZSSR)

## 409. polk
Pehotni
- 409. pehotni polk (ZDA)
- 409. strelski polk (ZSSR)
- 409. pehotni polk (Wehrmacht)
- 409. grenadirski polk (Wehrmacht)

Artilerijski
- 409. havbični artilerijski polk (ZSSR)

## 410. polk
Pehotni
- 410. pehotni polk (ZDA)
- 410. strelski polk (ZSSR)
- 410. pehotni polk (Wehrmacht)
- 410. grenadirski polk (Wehrmacht)

Artilerijski
- 410. havbični artilerijski polk (ZSSR)

## 411. polk
Pehotni
- 411. pehotni polk (ZDA)
- 411. strelski polk (ZSSR)
- 411. pehotni polk (Wehrmacht)
- 411. grenadirski polk (Wehrmacht)

Artilerijski
- 411. havbični artilerijski polk (ZSSR)

## 412. polk
Pehotni
- 412. strelski polk (ZSSR)
- 412. pehotni polk (Wehrmacht)
- 412. grenadirski polk (Wehrmacht)

Artilerijski
- 412. havbični artilerijski polk (ZSSR)

## 413. polk
Pehotni
- 413. pehotni polk (ZDA)
- 413. strelski polk (ZSSR)
- 413. pehotni polk (Wehrmacht)
- 413. grenadirski polk (Wehrmacht)

Artilerijski
- 413. havbični artilerijski polk (ZSSR)

Inženirski/Pionirski
- 413. pionirski polk za posebne namene (Wehrmacht)

Komunikacijski
- 413. komunikacijski polk za posebne namene (Wehrmacht)

## 414. polk
Pehotni
- 414. pehotni polk (ZDA)
- 414. strelski polk (ZSSR)
- 414. pehotni polk (Wehrmacht)

Artilerijski
- 414. lahki artilerijski polk (ZSSR)

## 415. polk
Pehotni
- 415. pehotni polk (ZDA)
- 415. strelski polk (ZSSR)
- 415. pehotni polk (Wehrmacht)
- 415. grenadirski polk (Wehrmacht)

Artilerijski
- 415. protiletalski artilerijski polk (ZSSR)

## 416. polk
Pehotni
- 416. pehotni polk (ZDA)
- 416. strelski polk (ZSSR)
- 416. pehotni polk (Wehrmacht)
- 416. grenadirski polk (Wehrmacht)

Artilerijski
- 416. havbični artilerijski polk (ZSSR)
- 416. artilerijski polk (Wehrmacht)

## 417. polk
Pehotni
- 417. pehotni polk (ZDA)
- 417. strelski polk (ZSSR)
- 417. pehotni polk (Wehrmacht)
- 417. grenadirski polk (Wehrmacht)

Artilerijski
- 417. artilerijski polk (ZSSR)

## 418. polk
Pehotni
- 418. pehotni polk (ZDA)
- 418. strelski polk (ZSSR)
- 418. pehotni polk (Wehrmacht)
- 418. grenadirski polk (Wehrmacht)

Artilerijski
- 418. havbični artilerijski polk (ZSSR)

## 419. polk
Pehotni
- 419. strelski polk (ZSSR)
- 419. pehotni polk (Wehrmacht)
- 419. grenadirski polk (Wehrmacht)

Artilerijski
- 419. havbični artilerijski polk (ZSSR)

## 420. polk
Pehotni
- 420. strelski polk (ZSSR)
- 420. pehotni polk (Wehrmacht)
- 420. grenadirski polk (Wehrmacht)

Artilerijski
- 420. polk korpusne artilerije (ZSSR)

## 421. polk
Pehotni
- 421. pehotni polk (Wehrmacht)
- 421. strelski polk (ZSSR)

## 422. polk
Pehotni
- 422. strelski polk (ZSSR)
- 422. pehotni polk (Wehrmacht)
- 422. grenadirski polk (Wehrmacht)

Artilerijski
- 422. havbični artilerijski polk (ZSSR)

## 423. polk
Pehotni
- 423. pehotni polk (ZDA)
- 423. strelski polk (ZSSR)
- 423. pehotni polk (Wehrmacht)
- 423. grenadirski polk (Wehrmacht)

Artilerijski
- 423. lahki artilerijski polk (ZSSR)

## 424. polk
Pehotni
- 424. pehotni polk (ZDA)
- 424. strelski polk (ZSSR)
- 424. pehotni polk (Wehrmacht)
- 424. grenadirski polk (Wehrmacht)

Artilerijski
- 424 artilerijski polk (ZSSR)

Inženirski/Pionirski
- 424. tankovski pionirski polk (Wehrmacht)

## 425. polk
Pehotni
- 425. strelski polk (ZSSR)
- 425. pehotni polk (Wehrmacht)
- 425. grenadirski polk (Wehrmacht)

Artilerijski
- 425. lahki artilerijski polk (ZSSR)

## 426. polk
Pehotni
- 426. pehotni polk (ZDA)
- 426. strelski polk (ZSSR)
- 426. pehotni polk (Wehrmacht)
- 426. grenadirski polk (Wehrmacht)

Artilerijski
- 426. havbični artilerijski polk (ZSSR)

## 427. polk
Pehotni
- 427. strelski polk (ZSSR)
- 427. pehotni polk (Wehrmacht)
- 427. grenadirski polk (Wehrmacht)

Artilerijski
- 427. lahki artilerijski polk (ZSSR)

## 428. polk
Pehotni
- 428. strelski polk (ZSSR)
- 428. pehotni polk (Wehrmacht)
- 428. grenadirski polk (Wehrmacht)

Artilerijski
- 428. havbični artilerijski polk (ZSSR)

## 429. polk
Pehotni
- 429. strelski polk (ZSSR)
- 429. pehotni polk (Wehrmacht)
- 429. grenadirski polk (Wehrmacht)

Artilerijski
- 429. havbični artilerijski polk (ZSSR)

## 430. polk
Pehotni
- 430. strelski polk (ZSSR)
- 430. pehotni polk (Wehrmacht)
- 430. grenadirski polk (Wehrmacht)

Artilerijski
- 430. havbični artilerijski polk (ZSSR)

## 431. polk
Pehotni
- 431. strelski polk (ZSSR)
- 431. pehotni polk (Wehrmacht)
- 431. grenadirski polk (Wehrmacht)

Artilerijski
- 431. lahki artilerijski polk (ZSSR)

## 432. polk
Pehotni
- 432. strelski polk (ZSSR)
- 432. pehotni polk (Wehrmacht)
- 432. grenadirski polk (Wehrmacht)

Artilerijski
- 432. havbični artilerijski polk (ZSSR)

## 433. polk
Pehotni
- 433. strelski polk (ZSSR)
- 433. pehotni polk (Wehrmacht)
- 433. tankovskogrenadirski polk (Wehrmacht)

Artilerijski
- 433. havbični artilerijski polk (ZSSR)

## 434. polk
Pehotni
- 434. strelski polk (ZSSR)
- 434. pehotni polk (Wehrmacht)
- 434. grenadirski polk (Wehrmacht)

Artilerijski
- 434. havbični artilerijski polk (ZSSR)

## 435. polk
Pehotni
- 435. strelski polk (ZSSR)
- 435. pehotni polk (Wehrmacht)
- 435. grenadirski polk (Wehrmacht)

Artilerijski
- 435. polk korpusne artilerije (ZSSR)

## 436. polk
Pehotni
- 436. strelski polk (ZSSR)
- 436. pehotni polk (Wehrmacht)
- 436. grenadirski polk (Wehrmacht)

Artilerijski
- 436. lahki artilerijski polk (ZSSR)

## 437. polk
Pehotni
- 437. strelski polk (ZSSR)
- 437. pehotni polk (Wehrmacht)
- 437. grenadirski polk (Wehrmacht)

Artilerijski
- 437. polk korpusne artilerije (ZSSR)
- 437. obalni artilerijski polk kopenske vojske (Wehrmacht)

## 438. polk
Pehotni
- 438. strelski polk (ZSSR)
- 438. pehotni polk (Wehrmacht)
- 438. grenadirski polk (Wehrmacht)

Artilerijski
- 438. polk korpusne artilerije (ZSSR)
- 438. obalni artilerijski polk kopenske vojske (Wehrmacht)

## 439. polk
Pehotni
- 439. strelski polk (ZSSR)
- 439. pehotni polk (Wehrmacht)
- 439. grenadirski polk (Wehrmacht)

Artilerijski
- 439. havbični artilerijski polk (ZSSR)
- 439. obalni artilerijski polk kopenske vojske (Wehrmacht)

## 440. polk
Pehotni
- 440. strelski polk (ZSSR)
- 440. pehotni polk (Wehrmacht)
- 440. grenadirski polk (Wehrmacht)

Artilerijski
- 440. havbični artilerijski polk (ZSSR)

## 441. polk
Pehotni
- 441. strelski polk (ZSSR)
- 441. pehotni polk (Wehrmacht)

Artilerijski
- 441. polk korpusne artilerije (ZSSR)

## 442. polk
Pehotni
- 442. strelski polk (ZSSR)
- 442. pehotni polk (ZDA)
- 442. polkovna bojna skupina (ZDA)
- 442. pehotni polk (Wehrmacht)
- 442. grenadirski polk (Wehrmacht)

Artilerijski
- 442. polk korpusne artilerije (ZSSR)

## 443. polk
Pehotni
- 443. strelski polk (ZSSR)
- 443. pehotni polk (Wehrmacht)

Artilerijski
- 443. protiletalski artilerijski polk (ZSSR)

## 444. polk
Pehotni
- 444. strelski polk (ZSSR)
- 444. pehotni polk (Wehrmacht)

Artilerijski
- 444. polk korpusne artilerije (ZSSR)

## 445. polk
Pehotni
- 445. strelski polk (ZSSR)
- 445. pehotni polk (Wehrmacht)
- 445. grenadirski polk (Wehrmacht)

Artilerijski
- 445. polk korpusne artilerije (ZSSR)

## 446. polk
Pehotni
- 446. strelski polk (ZSSR)
- 446. pehotni polk (Wehrmacht)
- 446. grenadirski polk (Wehrmacht)

Artilerijski
- 446. havbični artilerijski polk (ZSSR)

## 447. polk
Pehotni
- 447. strelski polk (ZSSR)
- 447. pehotni polk (Wehrmacht)
- 447. grenadirski polk (Wehrmacht)

Artilerijski
- 447. polk korpusne artilerije (ZSSR)

## 448. polk
Pehotni
- 448. strelski polk (ZSSR)
- 448. pehotni polk (Wehrmacht)
- 448. grenadirski polk (Wehrmacht)

Artilerijski
- 448. polk korpusne artilerije (ZSSR)

## 449. polk
Pehotni
- 449. strelski polk (ZSSR)
- 449. pehotni polk (Wehrmacht)
- 449. grenadirski polk (Wehrmacht)

Artilerijski
- 449. havbični artilerijski polk (ZSSR)